# Haustierverzehr-Lüge über haitianische Immigranten in Springfield (Ohio)
Während des Wahlkampfes zur Präsidentschaftswahl in den Vereinigten Staaten 2024 verbreitete der Präsidentschaftskandidat der Republikanischen Partei, Donald Trump, in einem Fernsehduell die Haustierverzehr-Lüge, die behauptete, in Springfield (Ohio) hätten Immigranten Haustiere verzehrt. Zuvor war dieses Gerücht, wonach insbesondere haitianische Immigranten Haustiere essen, in sozialen Medien zirkuliert. Nach Trumps Äußerung kam es in Springfield zu Bombendrohungen gegen staatliche Einrichtungen, die Evakuierungen erforderten, und zu Anfeindungen gegen die Immigranten aus Haiti.

## Hintergrund und Verbreitung
Springfield (Ohio) erlebte über Jahrzehnte einen Bevölkerungsrückgang, bis sich viele Haitianer aufgrund niedriger Lebenshaltungskosten und Arbeitsmöglichkeiten in der Industrie sowie im Dienstleistungssektor dort ansiedelten. Laut der Volkszählung von 2020 hatte die Stadt fast 60.000 Einwohner. Während einige die Zuwanderung junger, preiswerter Arbeitskräfte begrüßten, gab es auch Bedenken hinsichtlich steigender Mieten, der Belastung von Schulen und Krankenhäusern sowie der Verkehrssicherheit. Bis 2024 waren etwa 12.000 bis 20.000 Einwanderer, viele davon Haitianer, legal in die Gegend von Springfield (Ohio) gezogen. Haitianische Einwanderer und Migranten aus zentralamerikanischen Ländern wurden bei Dole Fresh Vegetables in Springfield (Ohio) stark nachgefragt. Sie wurden dort für die Reinigung und Verpackung von Obst und Gemüse eingestellt. Auch in Automobilwerken waren diese Arbeitskräfte gefragt, da die Eigentümer aufgrund eines Arbeitskräftemangels, der durch die Covid-19-Pandemie entstanden war, dringend Personal benötigten.
Im August 2023 geriet in der Nähe von Springfield (Ohio) ein Minivan in den Gegenverkehr und kollidierte mit einem Schulbus. Ein elfjähriger Junge starb und 23 Kinder wurden verletzt. Der Fahrer des Minivans, ein neuzugewanderter Haitianer, hatte einen in Ohio ungültigen ausländischen Führerschein. Der Vorfall löste eine Debatte über Einwanderungspolitik und öffentliche Sicherheit in den USA aus. Der Tod des elfjährigen Jungen führte zu Unmut und rassistischen Äußerungen in sozialen Medien und Stadtkommissionssitzungen in Springfield (Ohio). Besorgte Bürger fragten, ob die Stadt zum Zentrum der „Theorie der großen Umsiedlung“ geworden sei. In der Folge nutzten rechtsextreme Gruppen die Spannungen aus. Bewaffnete Neonazis des Blood Tribe, einer von der Anti-Defamation League als militante weiße Rassistenorganisation eingestuften Gruppe, hissten Hakenkreuzfahnen und marschierten durch die Innenstadt, während ein Jazz- und Blues-Festival stattfand. Ein Polizeisprecher von Springfield (Ohio) spielte den Vorfall als „kleinen friedlichen Protest“ herunter.
Im Dezember 2023 wurde ein Mann aus Springfield (Ohio) zu 20 Jahren Gefängnis verurteilt, nachdem er zu Beginn des Jahres 2023 acht Haitianer angegriffen hatte. Im Jahr 2022 kam es zudem zu zwei Einbrüchen in eine lokale haitianische Kirche in Springfield (Ohio), bei denen Sachschäden entstanden. Langjährige schwarze Einwohner von Springfield berichteten, dass sie aufgrund ihrer Ähnlichkeit mit Mitgliedern der haitianischen Gemeinschaft auf den Straßen der Stadt verbal angegriffen wurden.
Im Juni 2024 gewährte das Ministerium für Innere Sicherheit der Vereinigten Staaten haitianischen Einwanderern einen vorübergehenden Schutzstatus, um auf die anhaltenden Krisen und den Bandenkrieg in Haiti zu reagieren. Dieser Status ermöglichte es der bestehenden haitianischen Migrantenbevölkerung in den USA, ohne das Risiko einer Abschiebung zu leben und zu arbeiten. Trump führte die Spannungen in Springfield (Ohio) als ein weiteres Beispiel für die Notwendigkeit einer strengen Einwanderungspolitik an. Im Juli 2024 wandte sich der Stadtverwalter von Springfield (Ohio), Bryan Heck, in einem Schreiben an den Banken- und Wohnungsbauausschuss des US-Senats und bat um Bundeshilfe zur Bewältigung der Wohnungskrise, die durch das rasante Bevölkerungswachstum verursacht worden sei.

### Verbreitung der Behauptung
Am 16. August 2024 wurde eine 27-jährige in den USA geborene dunkelhäutige Frau in Canton (Ohio) mit dem Vorwurf festgenommen, sie habe eine Katze getötet und gegessen. Das von der Polizei bei der Festnahme aufgezeichnete Body-Cam-Video, das nahelegt, dass die Tatverdächtige tatsächlich eine Katze tötete und aß, wurde von der Polizei veröffentlicht, in sozialen Medien weiterverbreitet und fälschlicherweise als Festnahme in Springfield bezeichnet. Aussagen von Zeugen belasten die Tatverdächtige und bestätigen den von der Polizei dargestellten Sachverhalt.
Am 26. August 2024 erhielt die Polizei im Clark County einen Anruf, in dem jemand behauptete, Haitianer hätten Gänse aus dem Springfield Park gestohlen.
Im Internet zirkulierte ein Foto eines dunkelhäutigen Mannes (angeblich aus Haiti) mit zwei Kanadagänsen in den Armen. Ein Social Media Influencer behauptete, die Vögel seien von Haitianern in einem Park in Springfield gefangen, dann geschlachtet und gegessen worden.
Weder die Strafverfolgungsbeamten noch das zuständige Umweltamt (Ohio Department of Natural Resources) fanden irgendwelche Hinweise oder Verdächtige.
Im August 2024 beschuldigte eine Trump-Anhängerin ihre haitianischen Nachbarn, diese hätten ihre Katze entführt. Später fand die Frau die Katze im eigenen Keller wieder.
Facebook-Posts über lokale Verbrechensbeobachtungsgruppen wiederholten ähnliche Behauptungen.
Trotz fehlender konkreter Nachweise verbreitete sich Anfang September 2024 die Behauptung, Migranten aus Haiti würden in Springfield Haustiere der dortigen Einwohner verzehren. Zuerst wurde dies unter anderem von Elon Musk, Ted Cruz und JD Vance auf sozialen Medien verbreitet. Auch die rechtsextreme Aktivistin Laura Loomer, der eine Nähe zu Donald Trump nachgesagt wird, verbreitete das Gerücht.
Trump wiederholte die Aussage, ohne jedoch einen direkten Bezug zu Haitianern herzustellen, in einem TV-Duell mit Kamala Harris im Rahmen der Präsidentschaftswahl in den Vereinigten Staaten 2024. Trump sagte:

“In Springfield, they're eating the dogs, the people that came in, they're eating the cats. They're eating the pets of the people that live there.”

„In Springfield, da essen sie die Hunde, die Leute, die hereingekommen sind, sie essen die Katzen. Sie essen die Haustiere der Leute, die dort leben.“

Obwohl seine Aussage aus dem TV-Duell mit Harris widerlegt wurde, beharrte Trump bei einer Wahlkampfveranstaltung für lateinamerikanische Wähler in Miami am 16. Oktober 2024 weiter auf seinen Äußerungen über angeblich von Einwanderern gegessene Haustiere. Neben der Lüge über angeblich von Migranten verzehrte Haustiere ist nach den Behörden in Springfield auch von der angeblichen Bandenkriminalität wenig bis gar nichts zu sehen. Trump kündigte zudem für den Fall seiner Wahl Massenabschiebungen von Haitianern an.

## Widerlegung
Der ABC-Moderator David Muir widerlegte diese Behauptung unter Berufung auf Bryan Heck, den City Manager von Springfield.  Am 15. September gestand Trump-Vize Vance in einem CNN-Interview mit Moderatorin Dana Bash, dass er die Öffentlichkeit aus wahlkampftaktischen Erwägungen in die Irre geführt habe, um mit der „konstruierten“ Geschichte von den Haitianern, die angeblich anderer Leute Haustiere essen, die vorgebliche mangelnde Aufmerksamkeit der Medien auf das Problem der illegalen Einwanderung zu lenken. „Wenn ich Geschichten erfinden muss, damit die amerikanischen Medien dem Leiden des amerikanischen Volkes tatsächlich Aufmerksamkeit schenken, dann werde ich das tun.“

## Folgen
Am 14. September marschierte eine Gruppe der rechtsextremen Miliz Proud Boys in Springfield, und am selben Wochenende kursierten angeblich vom Ku-Klux-Klan stammende Flugblätter, auf denen stand:  „Ausländer und Haitianer raus“, und „Schließt euch uns an und stellt euch gegen Zwangseinwanderung“.
Obwohl Erika Lee, eine maßgebliche Verbreiterin der Gerüchte, später ihr Bedauern über die Wirkung der Fake News äußerte, nahmen nach Trumps Äußerungen Drohungen und Anfeindungen gegen aus Haiti stammende Einwohner Springfields zu. Es kam zu Bombendrohungen gegen Schulen, zur Evakuierung der Stadthalle sowie zu Beschimpfungen. Geschäfte wurden aus Angst vor rassistischen Übergriffen bereits bei Sonnenuntergang geschlossen. Dank Donald Trump hatte die Stadt Springfield, deren allgemeine Situation sich unter der Regierung Biden wegen der etwa 15.000 Einwanderer deutlich verbessert hatte, nun mit einem zweifelhaften Image zu kämpfen.
Bis zum 17. September 2024 gingen 33 Bombendrohungen bei Institutionen in Springfield ein, wie der Gouverneur von Ohio, Mike DeWine, berichtete. Zwei Schulen, das Rathaus und verschiedene Landeskraftfahrtämter mussten deswegen evakuiert werden. Außerdem seien zusätzliche Sicherheitskameras in den Straßen installiert worden und Bombenspürhunde in der Stadt unterwegs. Nach den Angaben der lokalen Station des Senders ABC gab es eine weitere Bombendrohung gegen das Statehouse in Ohios Hauptstadt Columbus, den Sitz von Repräsentantenhaus und Senat des Bundesstaates. Die öffentlichen Schulen in Springfield wurden deshalb unter Polizeibewachung gestellt.

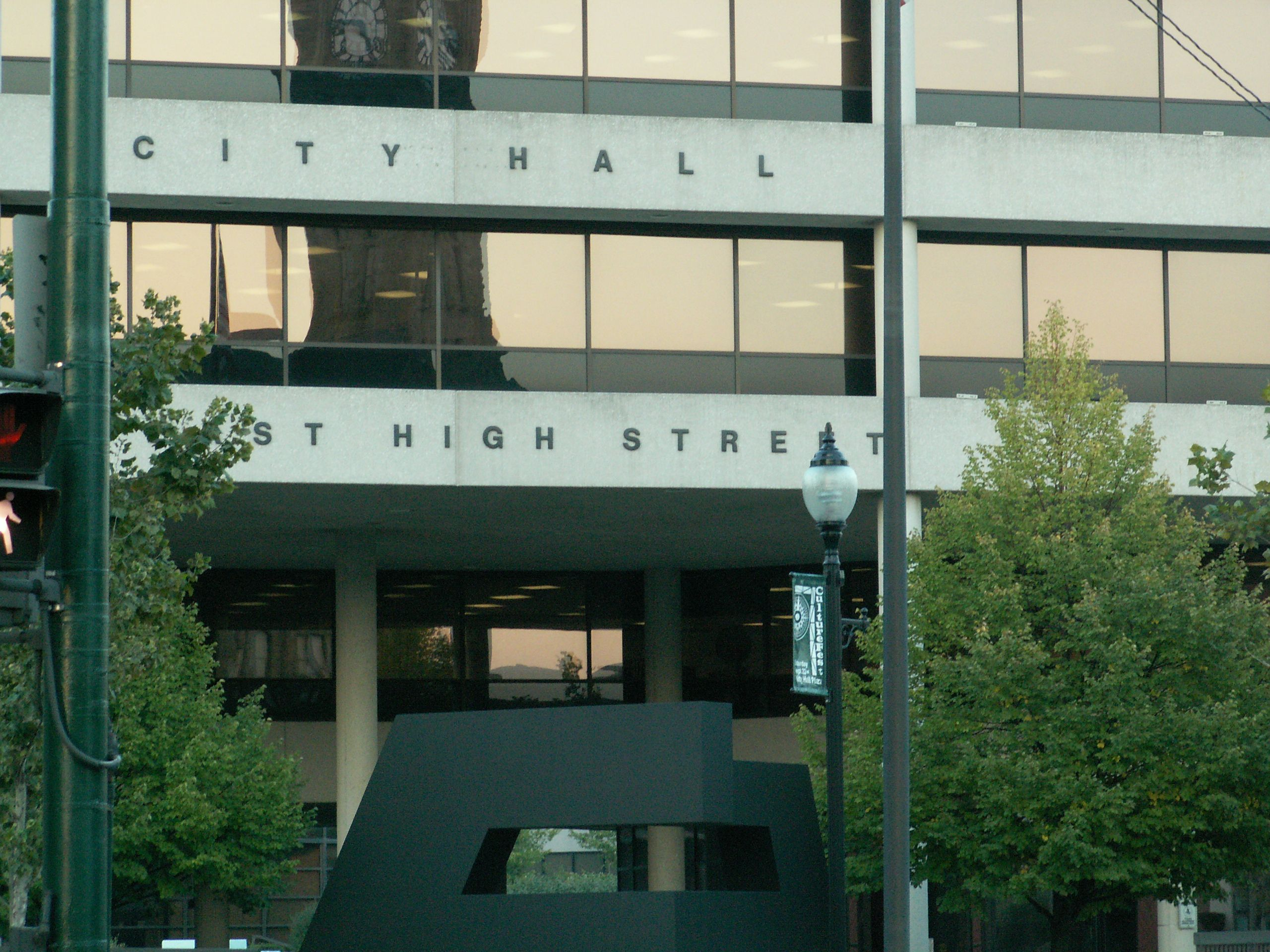
Das Rathaus von Springfield

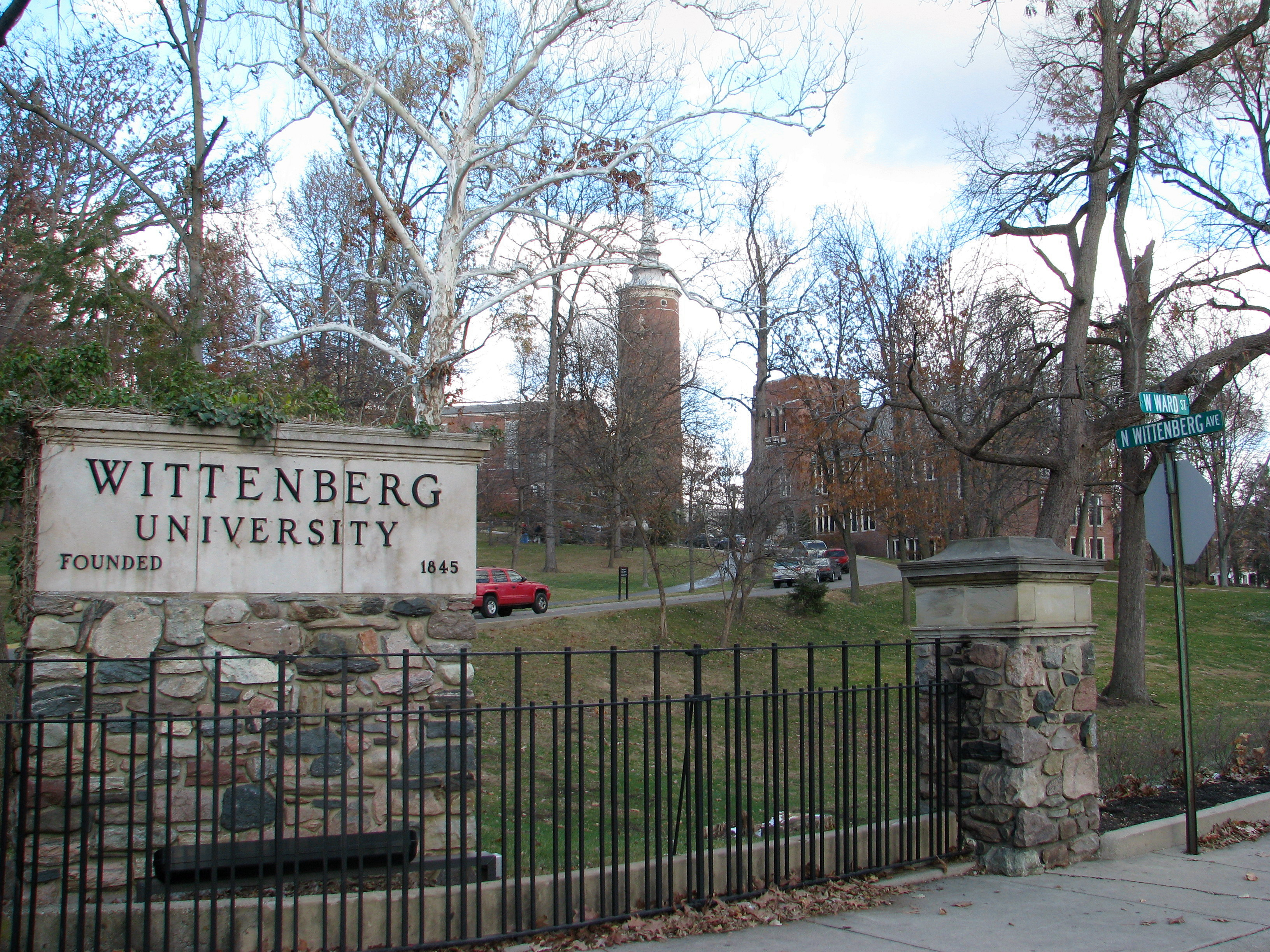
Haupteingang der Wittenberg University in Springfield

Infolgedessen kritisierte die Präsidentschaftskandidatin der Demokratischen Partei Kamala Harris die republikanische Gegenseite scharf. Auch die Dementis der lokalen Behörden blieben erfolglos. Springfield befand sich auch eine Woche nach Trumps Verbreitung des Gerüchts noch im Ausnahmezustand. Auch die private Wittenberg University sah sich gezwungen, Veranstaltungen auf dem Campus abzusagen und „aufgrund der anhaltenden Bedrohungen, die die Universität in den letzten Tagen erhalten hatte, … alle Kurse und die meisten Lehrveranstaltungen und Aktivitäten vom 16. bis 22. September 2024 online abzuhalten“. Schockierend dabei war für Wolf Blitzer, dass der Präsident der Universität, Michael Frandsen, in einem Fernsehinterview mitteilte, in den Gewaltandrohungen seien Studenten sogar namentlich erwähnt worden. Der Bürgermeister Rob Rue, ein Parteifreund des Präsidentschaftskandidaten Trump, sagte zu dessen geplantem Besuch in Springfield auf einer Medienkonferenz im Stadthaus am 17. September 2024: „Es wäre mir recht, wenn Sie auf diesen Besuch verzichten würden. Es wäre eine extreme Belastung unserer Ressourcen.“
Die Falschaussage rief auch die Regierung von Haiti in Port-au-Prince auf den Plan. In einer am 11. September 2024 veröffentlichten Erklärung kritisierte das Ministerium für im Ausland lebende Landsleute „diskriminierende Äußerungen von US-Politikern über Haitianer in der Diaspora“.

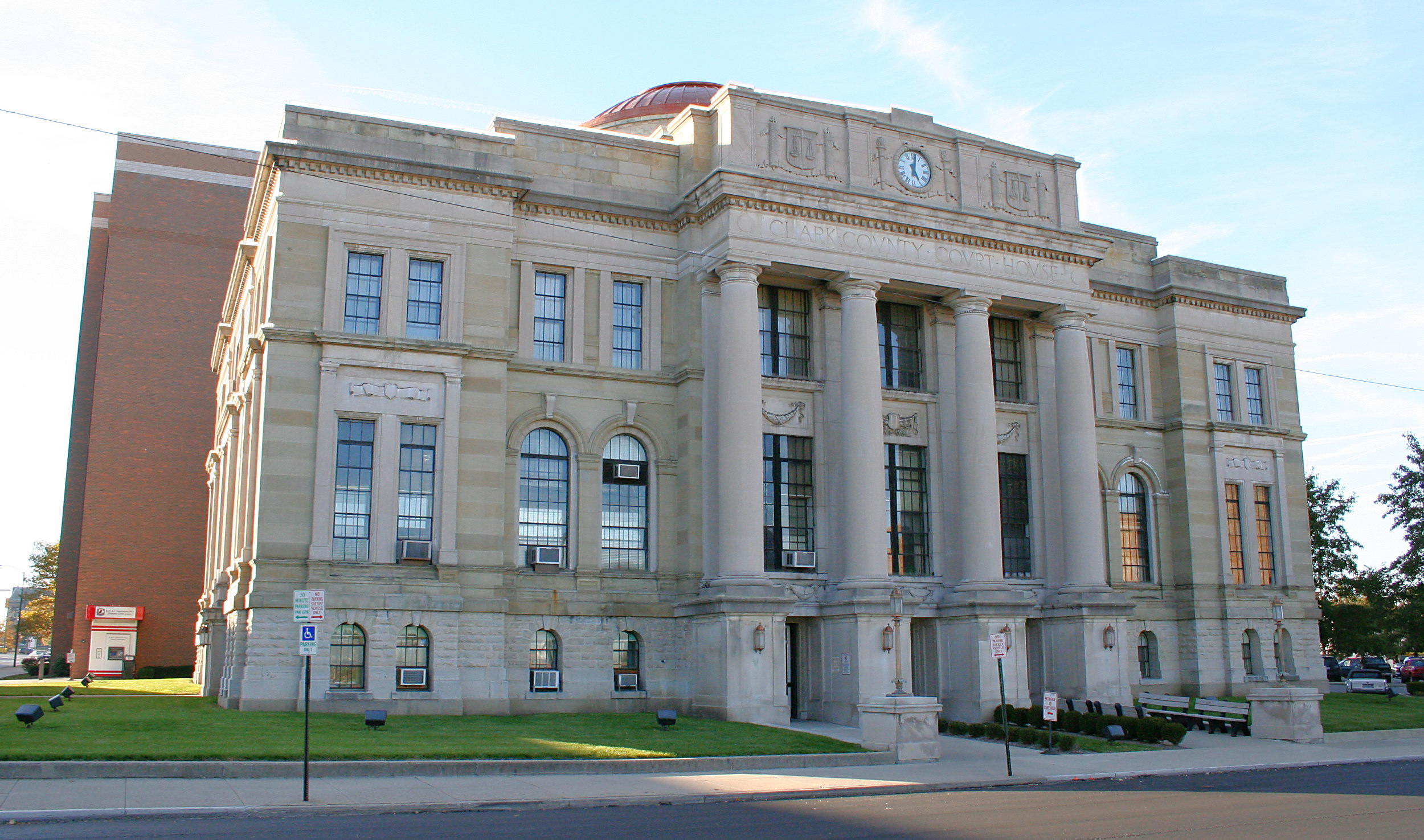
Gerichtsgebäude des Clark County Municipal Court in Springfield.

Die Haitian Bridge Alliance beantragte am 24. September 2024 beim Clark County Municipal Court die Eröffnung eines Strafverfahrens gegen Donald Trump und JD Vance wegen der Verbreitung der Vorwürfe. Im Rahmen der eingereichten Privatklage wurde beantragt, einen hinreichenden Tatverdacht festzustellen und einen Haftbefehl zu erlassen. Grund war, dass die Strafverfolgungsbehörde von sich aus keine Maßnahmen gegen die Verunglimpfung einer ganzen Gruppe der Bevölkerung ergriffen hatte. Es muss jedoch eine Anhörung geben, bevor sich die Strafverfolgungsbehörden weiter mit dem Fall beschäftigen. Ein Termin dafür steht noch nicht fest. Der Anwalt Subodh Chandra vermutet jedoch Vorsatz, da die Behauptungen immer weiter verbreitet wurden, obwohl der Bürgermeister und der Gouverneur bereits beteuert hatten, dass an den Geschichten nichts dran sei.
Der republikanische Kongressabgeordnete Clay Higgins schrieb auf die Meldung des Beginns des Strafverfahrens hin auf X:

“Lol. These Haitians are wild. Eating pets, vudu, nastiest country in the western hemisphere, cults, slapstick, gangsters”

(LOL. Diese Haitianer sind wild. Essen Haustiere, Voodoo, unordentlichstes Land in der westlichen Hemisphäre, Kulte, Slapstick, Gangster)
Er fuhr fort, dass diese angeblichen Kriminellen das Land bis zur Amtseinführung des nächsten Präsidenten am 20. Januar 2025 verlassen sollten. Demokraten stellten darauf im Repräsentantenhaus einen Antrag auf eine offizielle Rüge, nachdem sich Higgins auf direkte Aufforderungen hin geweigert hatte, den Tweet zu löschen. Mike Johnson, der Sprecher des Repräsentantenhauses, bezeichnete Higgins darauf als guten Freund, der offen und ehrlich sei. Higgins habe gebetet und wie ein Gentleman den Eintrag dann gelöscht.
Am 26. September 2024 sprach das amtierende Staatsoberhaupt Haitis, Edgard Leblanc Fils (derzeitiger Vorsitzender des Übergangsrats CPT), vor der Generalversammlung der Vereinten Nationen. Zu dem behaupteten Haustierverzehr sagte er:

« Les passions qui émergent naturellement lors d'une campagne électorale ne devraient en aucun cas servir de prétexte à la xénophobie ou au racisme dans un pays tel que les États-Unis, une nation forgée par des immigrants de toutes origines et qui s'est érigée en modèle de démocratie à l'échelle mondiale. »

„Die Leidenschaften, die während eines Wahlkampfs naturgemäß aufkommen, sollten in einem Land wie den Vereinigten Staaten, einer von Einwanderern aller Herkunft geschmiedeten Nation, die sich weltweit als Vorbild für Demokratie etabliert hat, keinesfalls als Vorwand für Fremdenfeindlichkeit oder Rassismus dienen.“

Am gleichen Tag wurde bekannt, dass die Anwaltskanzlei von Subodh Chandra die Klage ausweiten werde. Der erste Antrag („sofortige Verhaftung“ von Trump und Vance unter dem Vorwurf der Störung des öffentlichen Dienstes, der Fehlalarme, der Begehung erschwerter Drohungen und der Verletzung des Verbots der Mittäterschaft) bezog sich auf den „verheerenden Schaden von Trumps und Vances grundloser Angstmacherei, dass legale haitianische Einwanderer in der Stadt in Ohio die Haustiere ihrer Nachbarn essen“. Nun geht es um die „Auswirkungen auf die Stadt Springfield, nicht nur auf die haitianische Bevölkerung“, die durch die Panikmache von Trump und Vance in Aufruhr geraten sei.
Nachdem global in den unterschiedlichsten Medien von der „Haustierverzehr-Lüge“ als rechtspopulistisches Wahlkampfvehikel berichtet wurde, setzte Trump weiter auf eine migrantenfeindliche Rhetorik. Seiner Kontrahentin Harris warf er nun vor, sie habe „Mörder“ mit „schlechten Genen“ ins Land gelassen. Diese bei Wahlkampfauftritten und in Radiointerviews verbreiteten durchsichtigen „Fake-News“ wurden von Karoline Leavitt, Trumps Pressesprecherin, verteidigt: „Es ist ziemlich ekelhaft, dass die Medien immer so schnell sind, Mörder, Vergewaltiger und illegale Kriminelle zu verteidigen, wenn es bedeutet, eine schlechte Schlagzeile über Präsident Trump zu schreiben.“ Während das Weiße Haus diese Äußerungen zurückwies (es seien „die gleichen abscheulichen Äußerungen“ Trumps wie die, dass Migranten angeblich das Blut in den USA „vergifteten“), wurde der Autor Robert P. Jones, Gründer des Public Religion Research Institute (PRRI), deutlicher: „Was mich so erschreckt, ist, dass dies nicht nur Nazi-ähnliche Äußerungen sind. Das sind echte Nazi-Stimmungen.“ Jones´ Äußerungen bezogen sich auf eine Politico-Analyse von 20 jüngsten Trump-Kundgebungen. Trump warne nun, dass Migranten bereits einmarschiert seien und das Land von innerhalb seiner Grenzen aus zerstörten, was er als Mittel benutze, um eine zweite Amtszeit zu rechtfertigen, die den Bau massiver Internierungslager und die Durchführung von Massendeportationen beinhalte. Unterstützt wurde diese Ansicht durch die Historikerin und Faschismusforscherin Ruth Ben-Ghiat: „Nun sind [Einwanderer] Tiere, die uns töten oder unsere Haustiere fressen oder uns fressen werden. So vermittelt man den Leuten das Gefühl, dass alles, was ihnen angetan wird, wie bei Massendeportationen, Zusammentreiben oder Lagerhaft, in Ordnung ist.“ Eine weitere Bestätigung, dass die republikanische Kampagne, die mit den „Haustierfressern“ begann, nun zu einem Anschwellen des Rechtsextremismus in Springfield und darüber hinaus führe, lieferte der Guardian. Es seien im letzten Monat Flyer, die Massenabschiebungen von Einwanderern forderten, von den sogenannten Trinity White Knights, einer Gruppe mit Hauptsitz in Kentucky, die als militanteste aller Ku-Klux-Klan-Organisationen gilt, in Vierteln mit schwarzer Mehrheit im Süden von Springfield (Ohio) verteilt worden und vor kurzem seien Personen, die mit einer 2020 gegründeten Neonazi-Gruppe verbunden waren, vor dem Haus des Bürgermeisters von Springfield (dem Republikaner Rob Rue) gestanden und hätten Flaggen mit Hakenkreuzen gehalten. Am selben Wochenende wurden laut der Zeitung vor den Büros des Rathauses von Springfield Personen mit Schildern gesehen, auf denen auf Englisch und auf Haitianisch-Kreolisch stand: „Haitianer haben hier kein Zuhause“.

## Analyse

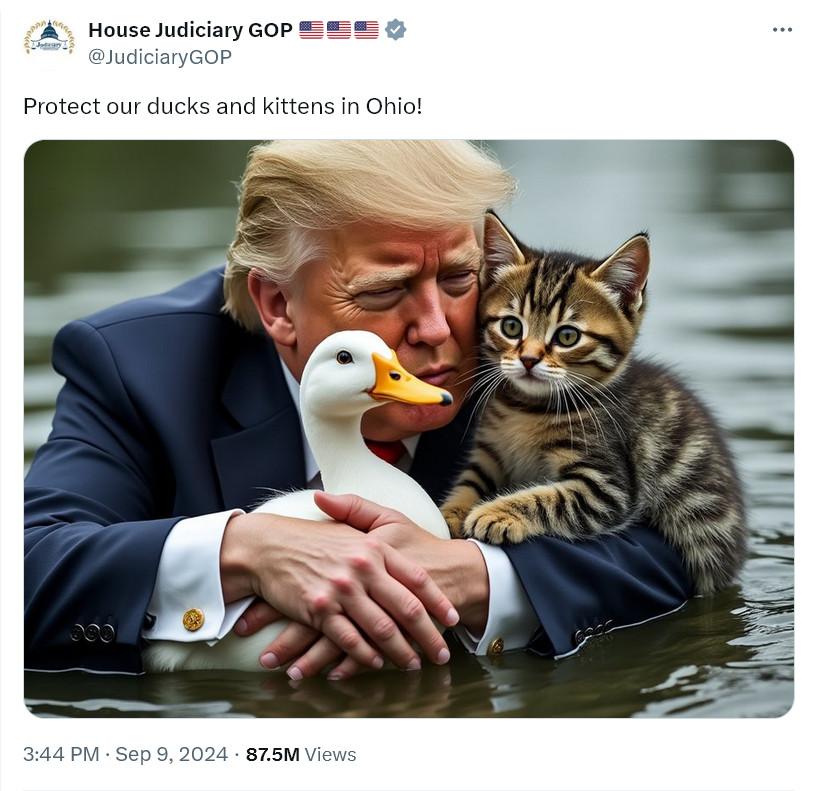
Ein KI-generiertes Bild, das am 9. September vom Justizausschuss des von den Republikanern kontrollierten US-Repräsentantenhauses auf Twitter geteilt und später von Elon Musk mit der Bildunterschrift „Schützt unsere Enten und Kätzchen in Ohio!“ retweetet wurde.

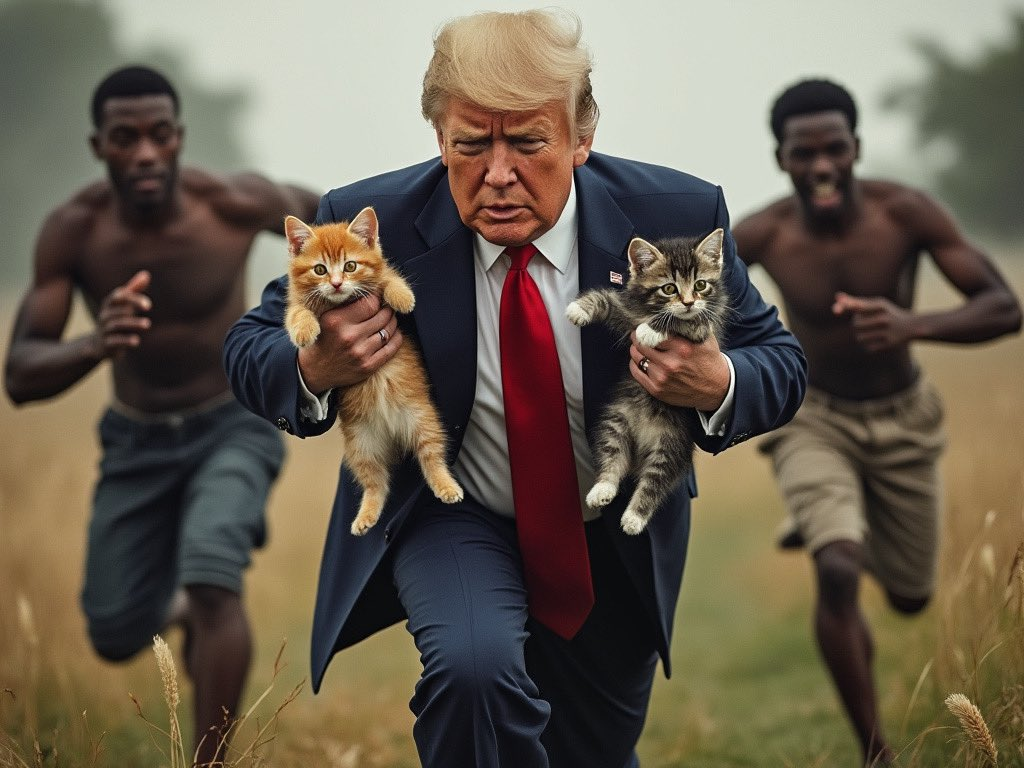
Ein weiteres von Trump-Anhängern erstelltes KI-generiertes Bild zeigt Donald Trump beim Laufen, während er zwei Katzen in den Händen hält und von zwei Haitianern verfolgt wird, die versuchen, die Katzen zu fangen und zu essen.

Trump hat während Wahlkämpfen schon öfters versucht, Einwanderer als Bedrohung darzustellen, und verwendet dabei oft rassistische Stereotypen. Über Immigranten kursieren solche seit langem; diese essen angeblich Hunde, Fledermäuse oder Ratten. Solche Vorurteile tauchten erstmals im 19. Jahrhundert während der chinesischen Einwanderungswelle auf. Ein ähnliches Thema wurde auch im Präsidentschaftswahlkampf 2012 kurzzeitig aufgegriffen, als Konservative eine Stelle in Barack Obamas Memoiren erwähnten, in der er beschreibt, als Kind in Indonesien Hundefleisch gegessen zu haben. Die Washington Post berichtete, wie diese rassistischen Stereotype während der Covid-19-Pandemie wieder verstärkt in den Vordergrund rückten. Sie betonte, dass Donald Trumps wiederholte Verwendung des Begriffs „chinesisches Virus“ sowie seine Bemerkung „Kung-Grippe“ diese Vorurteile nicht nur verbreiten helfe, sondern auch eine Welle von Hassverbrechen und Diskriminierung gegen asiatische Amerikaner ausgelöst habe. Die Zeitung wies darauf hin, dass die von führenden politischen Persönlichkeiten verwendete Sprache das Verhalten in der Gesellschaft direkt beeinflussen könne, was sich in einem Anstieg der Gewalt und Feindseligkeit gegen asiatische Gemeinschaften gezeigt habe.
Beobachter berichten zudem, die Wahlkampagne für Donald Trump versuche mit einer breit angelegten Desinformationskampagne vor allem junge männliche schwarze Männer als Wähler auf ihre Seite zu ziehen. Verwendet werden dazu Falsch- und Desinformationen im Netz, die sich gezielt an die Black Community richten. Einige dieser dafür verwendeten Fake News kommen direkt oder indirekt aus Russland. Auch in der von Trump-Unterstützern mit rassistischer Propaganda befeuerten Debatte um haitianische Einwanderer in der Stadt Springfield (Ohio) spielen dabei schwarze Influencer eine Rolle. Rechte Aktivisten wie die Trump-Vertraute Laura Loomer verbreiteten hierfür das anschließend millionenfach aufgerufene Video eines Schwarzen TikTok-Nutzers, der Gerüchte streute, Haitianer würden Haustiere für „Voodoo-Rituale“ entführen. Als Quelle verweist der Maga-Influencer auch auf seine jamaikanische Herkunft, was Loomer ebenfalls hervorstellt. Schwarze Stimmen sollen rassistischen Erzählungen in diesem Zusammenhang einen glaubhafteren Anschein verleihen. Die Trump-Kampagne versucht dabei, verschiedene, überdurchschnittlich von Armut betroffene Bevölkerungsgruppen gegeneinander auszuspielen.
Eine genauere und chronologisch justierte Recherche über die Entstehung der „Katzenesser-Lügengeschichte“, die Licht in die Hetze gegen angeblich illegale Immigranten bringt, wurde Anfang Oktober veröffentlicht. Bereits seit März 2024 hätten mindestens vier Bewohner der Stadt mit 58.000 Einwohnern bei wöchentlichen Sitzungen der Kommission der Stadt Springfield Vorwürfe erhoben, die Haitianer würden Wildtiere und Haustiere essen oder missbrauchen. Sie gehörten zu mindestens acht Fällen, in denen Einheimische solche Gerüchte öffentlich oder online verbreiteten, bevor die Unwahrheit im September viral wurde. Trump habe eine ewige Hassmaschine geschaffen und im ganzen Land eine Mentalität des Lynchmobs gepflegt, auch unter seinen Anhängern in Springfield. Wie Trump bedienten sie sich anonymer Quellen, bösartiger Unterstellungen und einer Hundepfeifen-Politik und brächten Anschuldigungen vor, bis eine (davon) durchkomme. Dieser Glaube sei ein Symptom der Theorie eines angeblichen Großen Austausches. Die Verschwörungstheorie, die vor Jahrzehnten erstmals unter Neonazis verbreitet wurde, besagt, dass finstere Kräfte versuchen, Weiße durch minderwertige Einwanderer zu ersetzen. Dieses von Trump und Tucker Carlson unterstützte Verschwörungsdenken werde inzwischen von 61 Prozent der Trump-Anhänger geglaubt. Der Autor Aron Gupta kommt daher zu dem Schluss, dass Springfield ein krasses Beispiel für Trumps fortwährende Hassmaschine sei, die ihm mit seinem Running Mate Vance den Wahlsieg sichern solle.

## Sonstige Reaktionen
Der Clip aus der Präsidentschaftsdebatte zwischen Trump und Harris, in dem Trump die Falschmeldung vorträgt, inspirierte zahlreiche Nutzer auf der Social-Media-Plattform TikTok zu humoristischen Tanzvideos und Remixen. Manche dieser Videos erreichten Aufrufzahlen im zweistelligen Millionenbereich. Auch auf YouTube inspirierte der Clip zahlreiche Künstler zu Remixen. Ein Video des südafrikanischen Musikers, Produzenten und Parodiekünstlers The Kiffness erreichte fünf Millionen Aufrufe binnen fünf Tagen und stand auf Nr. 4 in den Mustik-Trends. David Scott sagte, dass das Lied They're Eating the Cats weder für oder gegen einen Kandidaten sei, sondern einfach Spaß machen solle. Es bedeutete für ihn einen ungeahnten Popularitätsschub, da er auf YouTube dafür etwa pro Tag so viel Zugriffe hatte wie zuvor bei einem viralen Hit in einer Woche.
Das deutsche Auswärtige Amt griff die Behauptung auf, indem es nach der Debatte eine Richtigstellung zu den wahrheitswidrigen Behauptungen von Trump in Bezug auf die deutsche Energiepolitik mit den Worten abschloss „PS: Wir essen auch keine Katzen und Hunde“.